# Micrutalis notatipennis
Micrutalis notatipennis är en insektsart som beskrevs av Fowler. Micrutalis notatipennis ingår i släktet Micrutalis och familjen hornstritar. Inga underarter finns listade i Catalogue of Life.